# Odorrana lungshengensis
Odorrana lungshengensis es una especie de anfibio anuro de la familia Ranidae.

## Distribución geográfica
Esta especie es endémica del sudeste de la República Popular China. Habita entre los 900 y 1500 m de altitud:
- en el sur de la provincia de Hunan;
- en el este de la provincia de Guizhou;
- en el norte de la Región autónoma de Guangxi.[4]

## Etimología
Su nombre de especie, compuesto de lungsheng y el sufijo latín -ensis, significa "que vive adentro, que habita", y le fue dado en referencia al lugar de su descubrimiento, el condado Longsheng en Guangxi.

## Publicación original
- Liu & Hu, 1962 : A herpetological report of Kwangsi. Acta Zoologica Sinica, Beijing, vol. 14 (Supplement), p. 73-104.[5]